# محمود نریمان
سیدمحمود نریمان (مهر ۱۲۷۲ تهران – ۵ فروردین۱۳۴۰ تهران)، از اعضای اولیه و جزو مؤسسان و بنیانگذاران جبهه ملی ایران و یاران بسیار نزدیک دکتر مصدق بود که وفاداری خود به وی را همواره حفظ کرد. وی در دوران عمر خویش علاوه بر دو دوره نمایندگی مجلس شورای ملی، مناصب مختلفی در وزارت مالیه (دارایی) و برخی وزارتخانه‌های دیگر داشت و برای مدتی به شهرداری تهران و وزارت هم رسید. نریمان با وجود چنین سوابقی، تا پایان عمر خویش حتی یک خانهٔ محقر هم نداشت و در زمان مرگ در خیابان آذربایجان، مستأجر رئیس کارپردازی بانک کشاورزی بود.

## آغاز کار
پدرش عون الملک جزایری از مدیران بانک شاهنشاهی ایران بود. پس از تحصیلات ابتدائی در تهران به اروپا اعزام شد و مدتی در انگلستان و مدتی در سوئیس به تحصیل پرداخت و از دانشگاه ژنو در رشتهٔ بازرگانی دانشنامه گرفت. در سال ۱۳۰۲ خورشیدی به ایران بازگشت و اندکی پس از بازگشت، با سمت مترجم در وزارت مالیه استخدام شد. به‌تدریج مدارج اداری را طی کرد و به مشاغلی چون ریاست ادارهٔ اقتصاد، ریاست ضرابخانه، ریاست محاکمات اداری، ریاست کمیسیون ارزی و مدیرکلی مالیاتهای غیرمستقیم رسید.

## وزارت
نریمان در سال ۱۳۲۲ به معاونت وزارت دارایی منصوب شد، در روزهایی پایانی این سال، محمد ساعد به نخست‌وزیری رسید و در هشتم فروردین ۱۳۲۳ او را به عنوان وزیر دارایی به مجلس معرفی کرد اما نه روز بعد کابینه را ترمیم کرد و نریمان را کنار گذاشت. در کابینهٔ ساعد نریمان در پانزدهم شهریور آن سال به عنوان وزیر راه به مجلس معرفی شد و سال بعد پس از کنار رفتن کابینه ساعد، به مدت سه ماه شهردار تهران بود.
نریمان در سال ۱۳۲۴ از پست شهرداری تهران به وزارت پست و تلگراف و تلفن در کابینهٔ حکیم‌الملک رفت. طی همین مدت و در همین کابینه، همکاریِ نزدیکی با اللهیار صالح برقرار کرد که وزیر مشاور بود.

## خدمات قبل ازکودتای ۲۸ مرداد
از جمله خدمات سیاسی شاخصی که نریمان در دوران عضویتش در کابینهٔ حکیم الملک و با همفکری اللهیار صالح به انجام رسانید، افشای نیت پنهان و پشت پردهٔ سه دولت آمریکا، انگلستان و شوروی در پیشنهادِ تشکیل کمیسیون سه جانبه برای نظارت سیاسی در امور ایران در دی ۱۳۲۴ بود که پس از طرح این موضوع در هیئت وزیران، نریمان و صالح که در جلسهٔ کابینهٔ حکیم‌الملک حضور داشتند، محرمانه دکتر مصدق را (که در آن زمان نمایندهٔ مجلس بود)، از نیت شوم سه کشور آمریکا، انگلستان و شوروی در تشکیل این کمیسیون سه جانبه مطلع ساختند و در نتیجه دکتر مصدق با نطقی کوبنده و تاریخی در مجلس شورای ملی نشان داد که نتیجهٔ نظارت سیاسی این سه کشور در امور ایران، چیزی به جز اسارت این کشور در چنگال بیگانگان نیست و در نتیجهٔ همین مخالفت قاطع مصدق پیشنهاد سه دولت مذکور (که البته شوروی هم از پذیرفتن آن خودداری کرده بود)، خنثی گردید.
در جریان انتخابات مجلس دورهٔ شانزدهم، نریمان به همراه محمد مصدق و یازده نفر دیگر در دربار تحصن کرد و بدین ترتیب به عضویت جبههٔ ملی درآمد و نام خود را به عنوان یکی از اعضای مؤسس آن ثبت کرد. وی در دورهٔ شانزدهم به نمایندگی مردم تهران به مجلس شورای ملی راه یافت و پس از چندی به یکی از یاران وفادار مصدق (که به نخست‌وزیری ایران رسیده بود) تبدیل شد و از برنامه‌های او، به ویژه از ملی کردن صنعت نفت در سراسر کشور با شور و حرارت دفاع می‌کرد.
در مهر ۱۳۳۰ نریمان وزیر دارایی دولت مصدق شد اما پس از چندی استعفا داد تا در انتخابات شرکت کند. او در دورهٔ هفدهم مجلس شورای ملی از نمایندگان حامی مصدق و عضو فراکسیون نهضت ملی بود. در همین دوره ابتکار انحلال مجلس سنا را به دست گرفت و طرحی برای تفسیر قانون اساسی با سه فوریت به مجلس داد که با تصویب آن در سیزدهم آبان ۱۳۳۱ مجلس سنا منحل شد.
در آخرین ماه‌های حکومت مصدق، نریمان از عضویت در فراکسیون نهضت ملی استعفا داد و مستقل عمل می‌کرد، اما باز هم دست از پشتیبانی مصدق نکشید و با جان و دل از حکومت ملی دفاع کرد. او در جلسهٔ آشتی کنان نافرجام مصدق و کاشانی در هفتم بهمن ۱۳۳۱ حضور داشت و تصویر او در عکسی که به این مناسبت برداشته شد، بالای سر سید ابوالقاسم کاشانی دیده میشد.محمود نریمان حتی در چند مورد به خاطر حمایت از میلیون با نمایندگان مخالف درگیری پیدا کرد و از جمله در جلسهٔ ۱۷ خرداد ۱۳۳۲ مجلس، هنگامی که گزارش هیئت هشت نفری در مورد حدود اختیارات شاه در مجلس مطرح می‌شد، وی در حمایت از مهندس سید احمد رضوی نایب رئیس مجلس که طرفدار سرسخت دکتر مصدق بود، با مهدی میراشرافی، شمس قنات‌آبادی و حسین مکی که نمایندگان مخالف و منتقد دکتر مصدق بودند، درگیری لفظی شدید پیدا کرد و حتی در همین جلسه با میراشرافی به زد و خورد بسیار شدیدی پرداخت که با وارد شدن نمایندگان مختلف به نفع هریک از طرفین دعوا و شرکتشان در این زد و خورد، جلسهٔ مجلس به تشنج کشیده شده و تعطیل شد.

## در جریانکودتای ۲۸ مرداد
بر اساس گفته‌های خود نریمان، وی در روز کودتای ۲۵ مرداد ۱۳۳۲ و پس از ناآرامی‌هایی که متعاقب این کودتای نافرجام و تلاش برای برکناری دکتر مصدق از نخست‌وزیری به فرمان شاه و اقدام سرهنگ نعمت‌الله نصیری به دستگیری مصدق پیش آمده بود، در جلسهٔ هیئت دولت پیشنهاد تشکیل سریع دادگاه صحرائی و محاکمه و اعدام نصیری و سایر افسران بازداشت شده را داد. نریمان تا پایان عمر معتقد بود که اگر در آن روز این پیشنهاد او به تصویب هیئت وزیران و شخص دکتر مصدق رسیده بود، مسیر تاریخ ایران عوض می‌شد و جریانات هرگز به وقایع روزکودتای ۲۸ مرداد نمی‌انجامید.
نریمان از صبح روز کودتای ۲۸ مرداد در منزل مصدق بود و بعدازظهر همین روز همراه با دکتر سید علی شایگان از خانهٔ دکتر مصدق خارج شد و به میان افراد حزب نیروی سوم (طرفداران خلیل ملکی) رفت که در میدان کاخ (میدان فلسطین امروزی)، نزدیک منزل دکتر مصدق در حال تظاهرات به نفع مصدق بودند. تظاهرکنندگان آن دو را سر دست بلند کردند و برایشان هورا کشیدند. در این ضمن غلامحسین صدیقی وزیر کشور نیز به آنان پیوست و به تظاهرکنندگان توصیه کرد که این تظاهرات به صلاح نیست و بهتر است متفرق شوند. سپس هر سه نفر به خانهٔ مصدق برگشتند اما بسیاری از جوانان عضو نیروی سوم که توصیهٔ دکتر صدیقی را ناشنیده گرفته بودند، متعاقب رفتن نریمان و دیگران به درون خانهٔ مصدق و در جریان حملهٔ نظامیان و اوباش لباس شخصی به منزل او، کشته یا زخمی شدند.
عصر ۲۸ مرداد که گلوله‌باران خانهٔ مصدق آغاز شد، سیدمحمود نریمان اسلحهٔ کمری خود را که همیشه به همراه داشت، درآورد و پیشنهاد کرد که دکتر مصدق و خودش و دیگر حاضران در منزل مصدق، با همان سلاح خودکشی کنند، امّا این پیشنهاد مورد قبول جمع قرار نگرفت.
در هر حال، نریمان تا آخرین لحظه با دکتر مصدق باقی ماند و با فشار نریمان و تهدیدش به خودکشی بود که مصدق حاضر به خروج از خانه‌اش شد و به مخفیگاه رفت. فردای آن روز و پس از اینکه مصدق و یاران وفادارش به ناچار خود را به مقامات انتظامی معرفی کردند، نریمان هم دستگیر و در زندان لشکر ۲ زرهی زندانی شد.

## پس ازکودتای ۲۸ مرداد
نریمان چند ماه پس از کودتای ۲۸ مرداد از زندان آزاد شد و به فعالیت در نهضت مقاومت ملی پرداخت. همین فعالیت‌ها باعث شد که وی در اردیبهشت ۱۳۳۴ همراه با مهذب‌الدوله کاظمی، الله‌یار صالح، دکتر عبدالله معظمی و شمس‌الدین امیرعلائی بازداشت و به جنوب تبعید شد.
یک بار دیگر نیز در دی ۱۳۳۴، نریمان در ارتباط با قتل سپهبد حاجعلی رزم آرا و فعالیت‌های فدائیان اسلام بازداشت و پس از ده روز به قید التزام آزاد شد.
سید محمود نریمان، سرانجام در ۵ فروردین ماه سال ۱۳۴۰ در اثر سکتهٔ قلبی درگذشت و پس از تشییع جنازهٔ باشکوهی در گورستان قلهک تهران به خاک سپرده شد.
نریمان مردی شریف و یکی از پاکدامن‌ترین وزیران دارایی بود که از مال دنیا کمترین بهره‌ای نداشت و تا آخر عمر در عسرت و تنگدستی زندگی می‌کرد. اجتماع عظیم مردم تهران در تشییع جنازهٔ او و مراسم ختمش به‌تنهایی نشانهٔ سپاسگزاری و قدردانی مردم از این خدمتگزار صدیق و این مدافع سرسخت جنبش ضد استعماری بود. لازم است ذکر شود که حاج محمدحسن شمشیری هزینهٔ کفن و دفن او را تقبل و برایش آرامگاهی در گورستان قلهک تهیه کرد که این آرامگاه چندی قبل تخریب شد.
مهدی خانبابا تهرانی در کتاب'نگاهی از درون به جنبش چپ ایران'، ج. ۱، ص. ۱۸۲ می‌گوید: «نریمان در میان مردم به عنوان انسانی پاک، صادق و صمیمی که تا پایان عمر اجاره نشین بود شهرت داشت. قاسمی می‌گفت نریمان با حزب توده ایران در ارتباط بوده و رابطش هم شخص احمد قاسمی بوده‌است.»